# Grigori
Los Grigori (del griego egrḗgoroi, que significa Observadores o vigilantes), también conocidos como hijos de Elohim (en hebreo בני האלהים, bnei ha'elohim); son un grupo de ángeles caídos de la historia judía mencionados en algunos textos apócrifos judíos y Bíblicos y en el Libro del Génesis.
En estos textos se menciona que los Grigori fueron seres que se enamoraron y se aparearon con las "hijas del hombre" (en hebreo banot ha'adam); naciendo de esta unión una raza de semidioses conocida como los Nephilim. 
Según el Libro de Enoc, los Grigori suman un número de 2.000.000 (200 miríadas) pero solo sus líderes son mencionados:

Estos son los nombres de sus jefes: Samyaza, que era su líder, Urakabarameel, Akibeel, Tamiel, Ramuel, Dan'el, Azkeel, Saraknyal, Asael, Armers, Batraal, Anane, Zavebe, Samsaveel, Ertael, Turel, Yomyael y Azazyel (también conocido como Azazel y quizá como Araziel). Estos eran los prefectos de los doscientos ángeles, y el resto eran todo con ellos.
Enoc 7:9

## Descripción
Algunos grupos de teólogos postulan que todos estos textos se refieren en general a estos seres como un grupo de ángeles castigados por Yahvé (ángeles caídos) por haberse enamorado y copulado con las mujeres de la Tierra, y por haber enseñado a los hombres la creación de armas y el arte de la guerra principalmente, entre otros conocimientos, trayendo un desequilibrio entre los hombres. 
Cada uno de los grigori estaría vinculado a un tipo de sabiduría:
- Agniel enseñó a los humanos el empleo de raíces y hierbas.
- Araquiel enseñó los secretos de la tierra.
- Penemue o Penemuel, enseñó cómo se debía escribir.
- Kokabel enseñó la astronomía y el nombre de las constelaciones.
- Kasdaye enseñó a las mujeres a abortar.
- Gadreel enseñó cómo hacer herramientas y armas.
- Exael enseñó a fabricar máquinas de guerra.

Cabe destacar que en la religión católica desde la interpretación de san Agustín de Hipona se dejó de lado esta antigua definición como ángeles, indicándose desde entonces que la expresión hijos de Dios se refiere a los descendientes de Set; y serían llamados así por su amor de Dios.

## Su presencia en los textos religiosos
- En la Biblia: en el libro de Génesis parece conservarse parte de este relato, en el que se habla de estos ángeles (según la traducción de la Septuaginta) refiriéndose a ellos como hijos de Elohim que tomaron para sí mujeres, y engendraron gigantes (llamados nephilim). La violencia propagada por ellos habría llevado a Dios a decidir: "No contenderá mi espíritu con el hombre para siempre, porque ciertamente él es carne; por eso sus días llegarán a ser ciento veinte años" (Génesis).

- En el Libro de Enoc: (libro que forma parte del canon de la Iglesia ortodoxa etíope, pero ausente en el canon de la Septuaginta, así como considerado apócrifo y seudoepigráfico por el judaísmo y las otras iglesias cristianas), Enoc además de nombrar al número y los nombres de los principales Grigori, igualmente mencionaría este relato más detalladamente; contando además el tipo de castigo que sufrieron estos seres y sus hijos. Al unir la historia de ambos textos se da a entender que el castigo de estos ángeles se habría realizado después de la creación del hombre, a diferencia de los mitos cristianos que relacionan estos hechos con Lucifer, personaje inexistente en el judaísmo; el cual habría sido castigado antes de la creación del mundo.

- En el Libro de los Jubileos: (texto apócrifo escrito en tono midrásico probablemente en el siglo II o III a. C.), se menciona que estos ángeles son hijos de Elohim ('Dioses').[2] En este libro se habla que estos seres eran ángeles que habían bajado a la Tierra en busca de compañía femenina. También se les presenta como enviados de Dios para enseñar a la humanidad la verdad y la justicia, pero estos decidieron pactar y desobedecer su misión y las reglas. Este texto ofrece así una versión diferente del propósito por el cual los Vigilantes bajaron inicialmente a la Tierra, y, según algunos, complementaría la descripción de estos seres.